# Anton Saltza
Anton Jegorovič Saltza (Luga, 22. listopada 1843. – Petrograd, 9. veljače 1916.) je bio ruski general i vojni zapovjednik. Tijekom Prvog svjetskog rata zapovijedao je 4. armijom na Istočnom bojištu.

## Vojna karijera
Anton Saltza je rođen 22. listopada 1843. u Lugi u plemićkoj obitelji baltičkih Nijemaca. Sin je Georga Reinholda Saltze i Aleksandre Saltza rođ. Brosina. Nakon pohađanja Nikolajevske škole gardijskih junkera, u lipnju 1863. s činom potporučnika služi u 4. streljačkoj pukovniji carske obitelji u sastavu koje sudjeluje u gušenju poljskog ustanka tijekom 1863. godine. U čin poručnika promaknut je u kolovozu 1867., čin stožernog satnika dostiže u travnju 1869., dok je u čin satnika unaprijeđen u kolovozu 1874. godine. Od prosinca 1876. služi u Kavkaskoj armiji gdje od listopada 1878. obnaša dužnost pobočnika velikog vojvode Mihaila Nikolajeviča. Sudjeluje u Rusko-turskom ratu nakon kojeg je u veljači 1879. promaknut u čin potpukovnika. Istodobno je imenovan zapovjednikom 1. kavkaske streljačke bojne. U listopadu 1881. unaprijeđen je u čin pukovnika, nakon čega od srpnja 1889. zapovijeda 80. kobardianskom pješačkom pukovnijom i to do ožujka 1895. kada preuzima zapovjedništvo nad Kavkaskom tuzemnom streljačkom brigadom koja je u studenom preimenovana u 1. kavkasku streljačku brigadu. Istodobno s tim imenovanjem promaknut je u čin general bojnika.
U siječnju 1902. imenovan je zapovjednikom 24. pješačke divizije i to do travnja 1904. kada postaje zapovjednikom 1. gardijske pješačke divizije. U međuvremenu je, u travnju 1902., unaprijeđen u čin general poručnika. U kolovozu 1905. imenovan je zapovjednikom XXII. armijskog korpusa kojim zapovijeda do studenog 1906. kada preuzima zapovjedništvo nad I. armijskom korpusom kojim zapovijeda do lipnja 1908. godine. Te iste 1908. godine, u travnju, promaknut je u čin generala pješaštva nakon čega je u lipnju imenovan pomoćnikom zapovjednika Kijevskog vojnog okruga. Na navedenoj dužnosti nalazi se do veljače 1912. kada postaje zapovjednikom Kazanskog vojnog okruga na čijem čelu dočekuje i početak Prvog svjetskog rata. 

## Prvi svjetski rat
Na početku Prvog svjetskog rata na osnovi jedinica Kazanskog vojnog okruga formirana je 4. armija čijim je zapovjednikom imenovan Saltza. Ista se sastojala od tri korpusa i 11 divizija, te je na Istočnom bojištu ušla u sastav Jugozapadnog fronta. Na početku Galicijske bitke 4 armija je dobila zadatak da prodorom u smjeru jugozapadno od Lublina podrži prodor 3. i 8. armije. Predmetno napredovanje dovelo je do sukoba s austrougarskom 1. armijom koja je istodobno nastupala prema sjeveru i Bitke kod Krasnika. U navedenoj bitci Saltza je poražen i prisiljen na povlačenje, nakon čega je navečer 25. kolovoza smijenjen s mjesta zapovjednika 4. armije. Na mjestu zapovjednika zamijenio ga je Aleksej Evert.
Nakon smjene Saltza se vratio na mjesto zapovjednika Kazanskog vojnog okruga. U listopadu 1914. imenovan je članom Aleksandrovog odbora za ranjene, dok od studenog 1914. obnaša dužnost zapovjednika Petropavlovske tvrđave. Preminuo je 9. veljače 1916. u 73. godini života u Petrogradu.

## Vanjske poveznice
(rus.) Anton Saltza na stranici Grwar.ru

(rus.) Anton Saltza na stranici Hrono.ru

(rus.) Anton Saltza na stranici Ria1914.info

(rus.) Anton Saljca na stranici Gwar.mil.ru